# نور 3 (قمر صناعي)

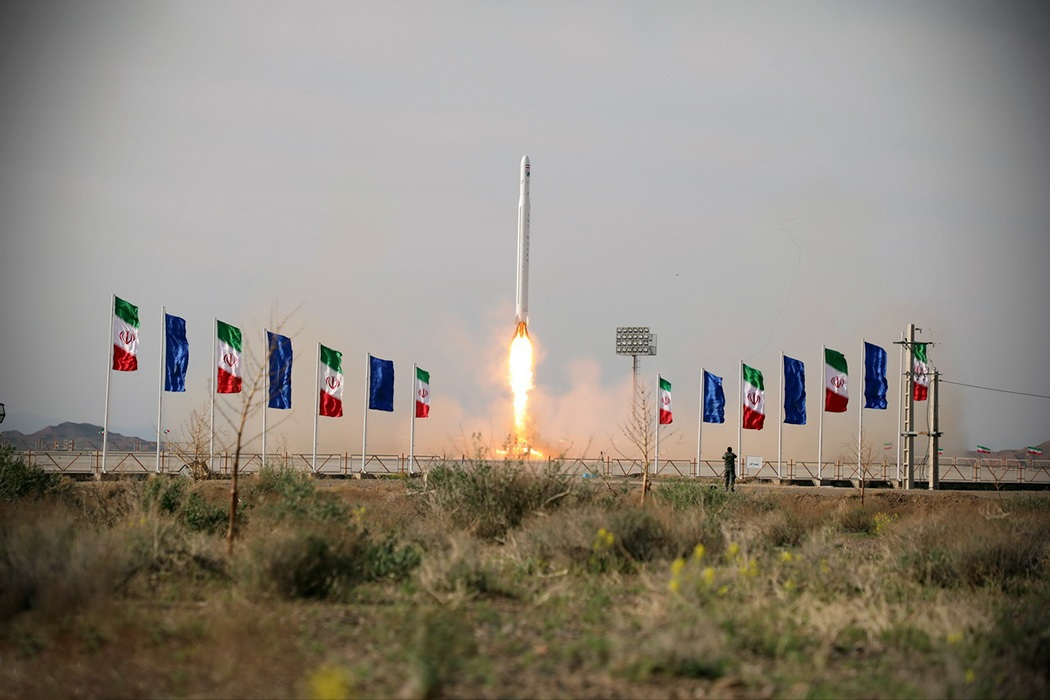
صاروخ قاصد الفضائي بعد الإطلاق

القمر الصناعي نور-3: هو ثالث قمر اصطناعي عسكري إيراني الصنع والتصميم متعدد الأغراض. وهو نسخة متطورة للقمر الصناعي نور-2، وينتمي لسلسة أقمار نور الفضائية. تم إطلاق نور 3 إلى الفضاء في يوم الأربعاء 27/ أيلول 2023م. من قِبَل قوات الجو-فضاء التابعة للحرس الثوري الإيراني، وقد استقر في مداره حول الأرض بنجاح على مسافة 450 كيلومتر، (280 ميلاً)، بواسطة صاروخ قاصد الحامل للأقمار الصناعية ثلاثي المراحل محلي الصنع.

## مميزات القمر الصناعي نور 3
نور 3، قمر عسكري مخصص للاستطلاع والتصوير وجمع الإشارات والترددات. ووزن القمر الصناعي الجديد يفوق 7 كيلوغرامات من قمر نور-2، ويمتلك معدات تصوير ذات دقة وجودة أفضل. الزيادة في وزن النسخة الحديثة من قمر نور، تدل على إضافة أجهزة ومنظومات جديدة إلى جسم قمر نور-3، ومنها أجهزة استشعار الترددات الفضائية، مما سيمكن الحرس الثوري من تلبية احتياجاته الاستخبارية.

## ردود أفعال
المفوضية الأوروبية:
أصدرت المفوضية الأوروبية بياناً جاء فيه أن مسئول السياسة الخارجية في الاتحاد الأوروبي جوزيف بوريل تلقى رسالة من ثلاث دول هي بريطانيا وفرنسا وألمانيا تم إبلاغه فيها "قلقها المتزايد من عدم وفاء إيران بالتزاماتها النووية، ونيتها عدم إتخاذ خطوات تتعلق برفع عقوبات ضمن الإتفاق النووي. وجاء ذلك بعد نجاح جمهورية إيران بإرسال القمر الصناعي نور 3 ووضعه في مداره حول الأرض.
 إسرائيل
صحيفة جيروزاليم بوست:
كتبت صحيفة جيروزاليم بوست يوم الأربعاء 27/ أيلول 2023م في تقرير كتبه (سيث جي فرانتزمان) حول الإطلاق الناجح للقمر الإيراني نور-3 إلى مدار الأرض، أن ذلك جزء من نجاحات التكنولوجيا الجديدة التي تستخدمها إيران في اظهار قدراتها وتشمل هذه النجاحات الطائرات الايرانية بدون طيار وبرنامج الصواريخ الإيرانية.
 إيران
كتب الرئيس الإيراني إبراهيم رئيسي، في رسالة يوم الأربعاء 27/ أيلول 2023م، مهنئاً بنجاح صنع ووضع القمر الصناعي الإيراني نور 3 في مدار الأرض. وقال "ان صنع ووضع القمر الصناعي الإيراني نور 3 بنجاح بواسطة الصاروخ الحامل للأقمار الصناعية الإيراني قاصد في مدار الأرض 450 كيلومتراً من قِبَل خبراء الفضاء في البلاد قد أظهر مرة أخرى أن التهديدات والحظر ليس لهما أي تأثير على عزيمة وإرادة العلماء الشباب الأعزاء لتقدم وتميز إيران الإسلامية. وقال الرئيس الإيراني، أطلب من وزارة الاتصالات وتكنولوجيا المعلومات ومنظمة الفضاء الإيرانية تمهيد الطريق للنمو السريع لصناعة الفضاء في البلاد أكثر من أي وقتٍ مضى.
كتب وزير الخارجية الإيراني أمير عبد اللهيان في تغريدةٍ له على (شبكة التواصل الإجتماعي X) "أهنئ جميع الكوادر الدؤوبة وصانعي الإقتدار في المجالات الفضائية والدفاعية والعلمية والشعب الإيراني العظيم في إيران القوية لمناسبة الإطلاق الناجح للقمر الصناعي نور 3". وأضاف: هذا المشروع الباعث على الفخر هو نتيجة الفكر والجهود المتواصلة للعلماء الشباب والمتخصصين في بلادنا في صناعة الفضاء والحرس الثوري.